# 埃文·瑞安
伊凡·莫琳·萊恩（英語：Evan Maureen Ryan，1971年4月18日—）是美國聯邦政府的一名公务员，前任乔·拜登内阁的白宮內閣秘書。她曾在2013年至2017年期間在贝拉克·奥巴马政府中担任教育和文化事务助理国务卿（ECA），负责管理各种国际交流项目，并且是当时的副总统乔·拜登政府间事务和公共联络助理。她也是前任美国国务卿安東尼·布林肯的妻子。

## 教育
萊恩来自弗吉尼亚州，就读于乔治城圣母访亲女修会预科学校。她拥有波士顿学院的文学士学位和约翰斯·霍普金斯大学高级国际研究学院的国际公共政策硕士学位。

## 职业
2013年9月至2017年1月，萊恩是国务卿約翰·福布斯·凱瑞屬下的负责教育和文化事务的助理国务卿，并在奥巴马 - 拜登白宫担任2013年9月至2017年1月間的政府间事务和公众参与总统副总统的特别助理。
在加入奥巴马政府之前，萊恩曾担任时任拜登参议员 2008年总统竞选的副竞选经理，还参加了克里2004年总统竞选和希拉里·克林顿2000年参议院竞选的工作。萊恩在克林顿白宫任职，担任希拉里·克林顿第一夫人的日程安排副主任和第一夫人办公厅主任的特别助理。
2017年1月离开白宫后，她启动并领导了Axios，并担任了他们的执行副总裁。曾担任“冲突中儿童教育伙伴关系”的顾问，并担任克林顿全球倡议治理轨道的副主席。目前是美国外交关系协会成员。

伊凡·萊恩是喬·拜登的總統過渡的高级顾问。於2021年1月20日至2025年1月20日，成為了为白宫内阁秘书。

## 个人生活
萊恩于1971年出生在亚历山德里亚的一个爱尔兰天主教中产阶级家庭長大。在圣三一天主教会的双宗教礼仪婚礼上与奥巴马政府的副国务卿和现担任拜登总统的国务卿安東尼·布林肯结婚。

## 外部連結
- Profile at WhiteHouse.gov
- Wedding announcement, The New York Times, March 3, 2002
- C-SPAN內的頁面（英文）